# Antonio Centa
Antonio Centa, né le 10 août 1907 à Maniago, province de Pordenone, et mort le 2 avril 1979 à Rovigo, est un acteur italien.

## Biographie
Antonio Centa est né à Maniago en 1907. Il débute à l'âge de vingt ans au théâtre dans de petites salles de province puis arrive à Cinecittà pendant la période du cinéma fasciste.
En 1936, il obtient un premier rôle secondaire dans  Ma non è una cosa seria (1936) de Mario Camerini, puis un plus important avec le réalisateur  Gustav Machaty dans  Ballerine (1936). Toujours en 1936, il est retenu pour un rôle dans un des films le plus représentatif du régime fasciste, Lo squadrone bianco d'Augusto Genina, une histoire épique se déroulant sur le continent africain.
Il joue ensuite dans des films pour  Alessandro Blasetti (La contessa di Parma en 1937), et de Max Neufeld,(Una moglie in pericolo en 1939).
À trente deux ans, Antonio Centa devient une star nationale interprétant Validità giorni dieci (1940) de Camillo Mastrocinque et Il cavaliere di Kruja (1940) de Carlo Campogalliani. 
Il joue ses meilleurs rôles dans le premier film du réalisateur  Renato Castellani, Un colpo di pistola en 1942, et dans Zazà, film d'Alberto Moravia de 1944, aux côtés d'Isa Miranda, une des actrices les plus en vogue du moment. 
Pendant cette période , à cause de la guerre, le cinéma italien réduit tombe en crise, réduisant sa production et modifiant son style pour s'orienter vers le néoréalisme. Antonio Centa participe à ce virage en jouant dans des films comme  Fari nella nebbia (1942) de Gianni Franciolini. 
Après la guerre, Antonio Centa s'égare en jouant dans des films sans relief comme en 1946 dans Pian delle stelle de Giorgio Ferroni. En 1953,  il tient son dernier rôle digne d'être retenu dans Le Salaire de la peur d'Henri-Georges Clouzot. Par la suite, il se retire progressivement de la scène pour se consacrer à la production de films.
Antonio Centa meurt à  Rovigo le 19 avril 1979.

## Filmographie partielle
- 1936 : Les Deux Sergents (I due sergenti) d'Enrico Guazzoni
- 1936 : Ce n'est pas une chose sérieuse ( Ma non è una cosa seria)  de Mario Camerini
- 1936 : Ballerine de Gustav Machatý
- 1936 : L'Escadron blanc (Lo squadrone bianco) d'Augusto Genina
- 1937 : I tre desideri de Giorgio Ferroni et Kurt Gerron
- 1937 : Contessa di Parma de  Alessandro Blasetti
- 1938 : Tarakanowa de Fedor Ozep et Mario Soldati
- 1938 : Sous la Croix du Sud (Sotto la croce del sud) de Guido Brignone
- 1939 : Una moglie in pericolo (it) de  Max Neufeld
- 1940 : Validità giorni dieci (it)  de  Camillo Mastrocinque
- 1940 : Il cavaliere di Kruja  de Carlo Campogalliani
- 1940 : Manovre d'amore de Gennaro Righelli
- 1940 : Tutto per la donna de Mario Soldati
- 1942 : Un coup de pistolet (Un colpo di pistola) de  Renato Castellani
- 1942 : Phares dans le brouillard ( Fari nella nebbia) de Gianni Franciolini
- 1943 : Je vous aimerai toujours  (T'amerò sempre ) de Mario Camerini
- 1944 : Zazà  de  Alberto Moravia
- 1946 : Pian delle stelle de  Giorgio Ferroni.
- 1948 : Le Chevalier mystérieux (Il cavaliere misterioso ) de Riccardo Freda
- 1948 : L'Homme au gant gris (L'uomo dal guanto grigio) de Camillo Mastrocinque
- 1953 :  Le Salaire de la peur de Henri-Georges Clouzot
- 1954 : Sabotages en mer (Mizar) de Francesco De Robertis
- 1960 : Laura nue (Laura nuda) de Nicolò Ferrari
- 1961 : Une vie difficile (Una vita difficile) de Dino Risi
- 1961 : La pecora nera de Luciano Salce
- 1969 : L'amore breve de Romano Scavolini